# Waslala

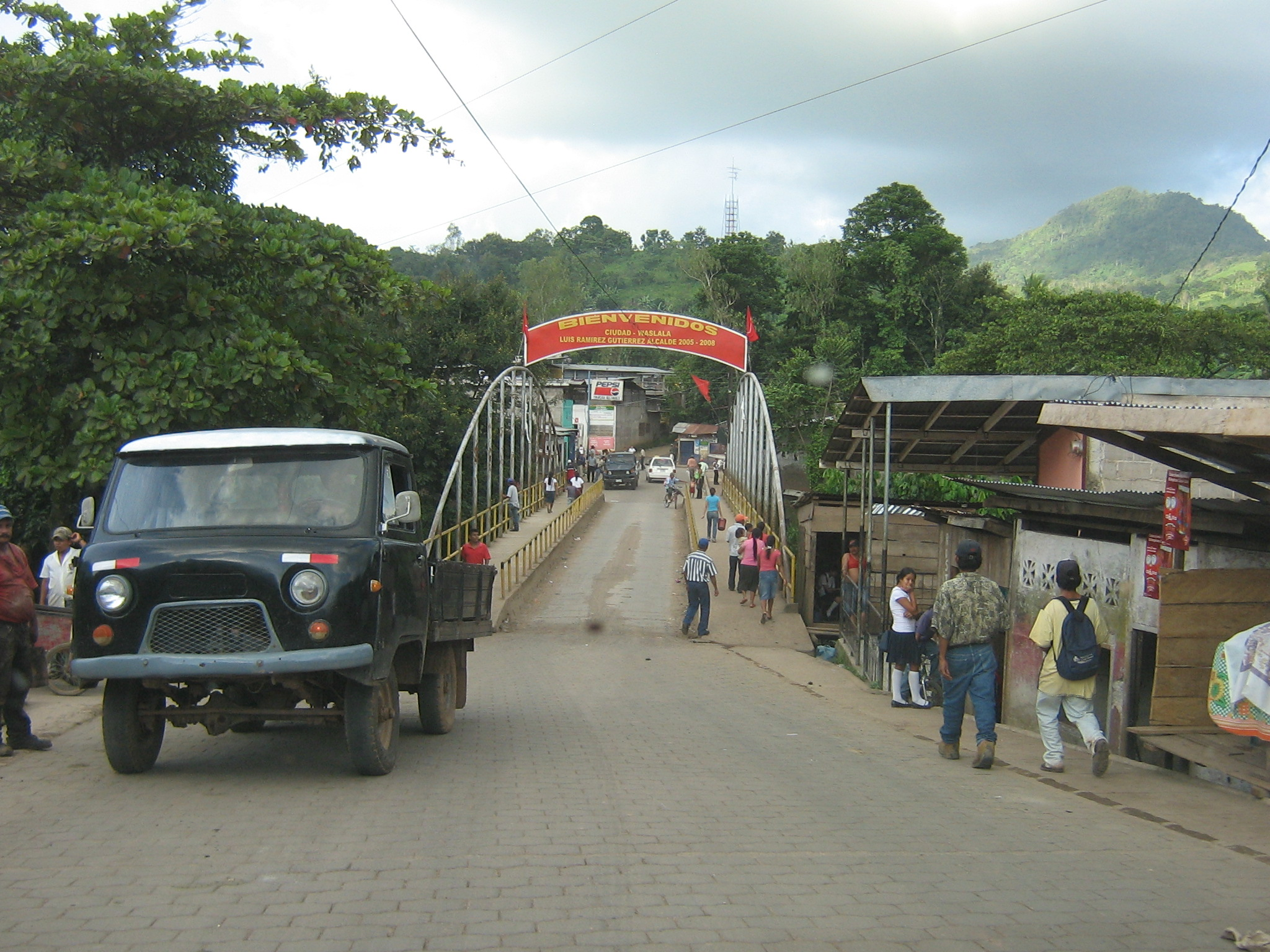
Waslala (2008)

Waslala ist ein Landkreis in der Región Autónoma de la Costa Caribe Norte von Nicaragua. Sie ist 111 km von Matagalpa und 241 Kilometer von Managua entfernt.

## Geschichte
Die Bedeutung des Wortes Waslala war in der Sprache der Indigenen Silberfluss. Das ursprüngliche Kolonisierungsmotiv der Spanier waren die Edelmetallminen.
Die Acción Cívica, eine Abteilung der Guardia Nacional de Nicaragua, welche öffentliche Arbeiten ausführte, errichtete 1977 die Straße nach Waslala.
Die Region war zwischen FSLN-Guerilla und Guardia Nacional stark umkämpft. Am 8. November 1976 wurde in Zinica Carlos Fonseca getötet.
Der Hauptort ist an das Stromnetz angeschlossen und hat ein Internetcafé. Die zum Municipio gehörenden 95 weiteren Dörfer sind weder an das Strom- noch an ein Trinkwassernetz angeschlossen. Einzelne Unternehmen verfügen über Stromgeneratoren.

## Klima
Waslala hat ein tropisches Klima mit zwei Jahreszeiten, einer nassen und einer trockenen. Der Jahresniederschlag liegt zwischen 1.300 und 1.500 mm.

## Geografische Erhebungen
- Cerro Zinica mit 1267 m
- Cerro el Pijibaye mit 1023 m
- Cerro Dudú mit 916 m
- Cerro las Flores mit 905 m
- Cerro el Ocote mit 818 m
- Cerro el Sombrero mit 800 m über dem Meeresspiegel

## Flüsse
Waslala und die umliegenden Gebiete verfügen über eine üppige Vegetation, einige wasserreiche Flüsse und Bäche darunter:
- Río Iyas
- Río Yaosca
- Río Tuma

## Besiedelung
Zum Municipio gehören 20 Kreise und 70 Gemeinden in den urbanen Zonen gibt es 10 Barrios.
Die Kreise des Municipios heißen:
- Los Chiles
- Yaró
- Yaosca
- Waslala
- Las Vallas
- Zinica
- Iyas
- Cubalí
- Sofana
- Dudú
- Kum
- Ocote
- Pijibaye
- Boca de Piedra
- El Naranjo
- Puerto Viejo
- El Mancer
- Kusuli
- Papayo
- El Corozal
- Yucumalí